# Seinura tenuicaudata
Seinura tenuicaudata är en rundmaskart. Seinura tenuicaudata ingår i släktet Seinura, och familjen Seinuridae. Arten är reproducerande i Sverige.